# Chelonus bituberculatus
Chelonus bituberculatus är en stekelart som beskrevs av Gyöö Viktor Szépligeti 1908. Chelonus bituberculatus ingår i släktet Chelonus och familjen bracksteklar. Inga underarter finns listade i Catalogue of Life.